# Akademický sochař
Akademický sochař (často běžně zkracováno jako ak. soch., ak. sochař, případně jako akad. soch., či akad. sochař) je akademický titul, který byl dříve udělován (v tehdejším Československu) na uměleckých vysokých školách v oblasti sochařství, resp. restaurátorství. Byl zaveden po roce 1966 v souvislosti s novým systémem akademických titulů v Československu (v letech 1953 až 1966 bylo přidělování titulů omezeno), dřívějším absolventům uměleckých vysokých škol byl zpětně přiznán. Udělován byl i nadále dle pozdějšího vysokoškolského zákona z roku 1980. Po revoluci od roku 1990 již udělován nebyl., resp. v roce 1990 byl udělen naposledy a současné době (v České republice) udělován není.
Mimo tohoto akademického titulu je akademický sochař také označení obecně pro absolventa akademie sochařství.